# آندره نوایل
آندره نوایل (انگلیسی: André Noyelle; ۲۹ نوامبر ۱۹۳۱ – ۴ فوریهٔ ۲۰۰۳) دوچرخه‌سوار اهل بلژیک بود.
وی در مسابقات کشوری و بین‌المللی در مجموع برندهٔ ۲ مدال طلا، ۱ مدال نقره شده‌است.